# مارسين دوروسينكسي
مارسين دوروسينكسي (بالبولندية: Marcin Dorociński)‏ هو ممثل بولندي، ولد في 22 يونيو 1973 في بولندا.

## وصلات خارجية
- مارسين دوروسينكسي على موقع IMDb (الإنجليزية)
- مارسين دوروسينكسي على موقع قاعدة بيانات الأفلام العربية
- مارسين دوروسينكسي على موقع ألو سيني (الفرنسية)
- مارسين دوروسينكسي على موقع أول موفي (الإنجليزية)
- مارسين دوروسينكسي على موقع قاعدة بيانات الأفلام السويدية (السويدية)
- مارسين دوروسينكسي على موقع قاعدة بيانات الفيلم (الإنجليزية)
- مارسين دوروسينكسي على موقع كينوبويسك (الروسية)